# احمد دوم
احمد دوم، (به ترکی عثمانی: احمد ثانی) (۲۵ فوریه ۱۶۴۳–۶ فوریه ۱۶۹۵) از سال ۱۶۹۱ تا ۱۶۹۵ سلطان امپراتوری عثمانی بود. احمد دوم در کاخ توپ‌قاپی شهر استانبول به دنیا آمد. او پسر سلطان ابراهیم یکم بود و در سال ۱۶۹۱، جانشین برادرش سلطان سلیمان دوم شد. در زمان سلطنت کوتاه مدت او رویداد مهمی رخ نداد.

## نگارخانه

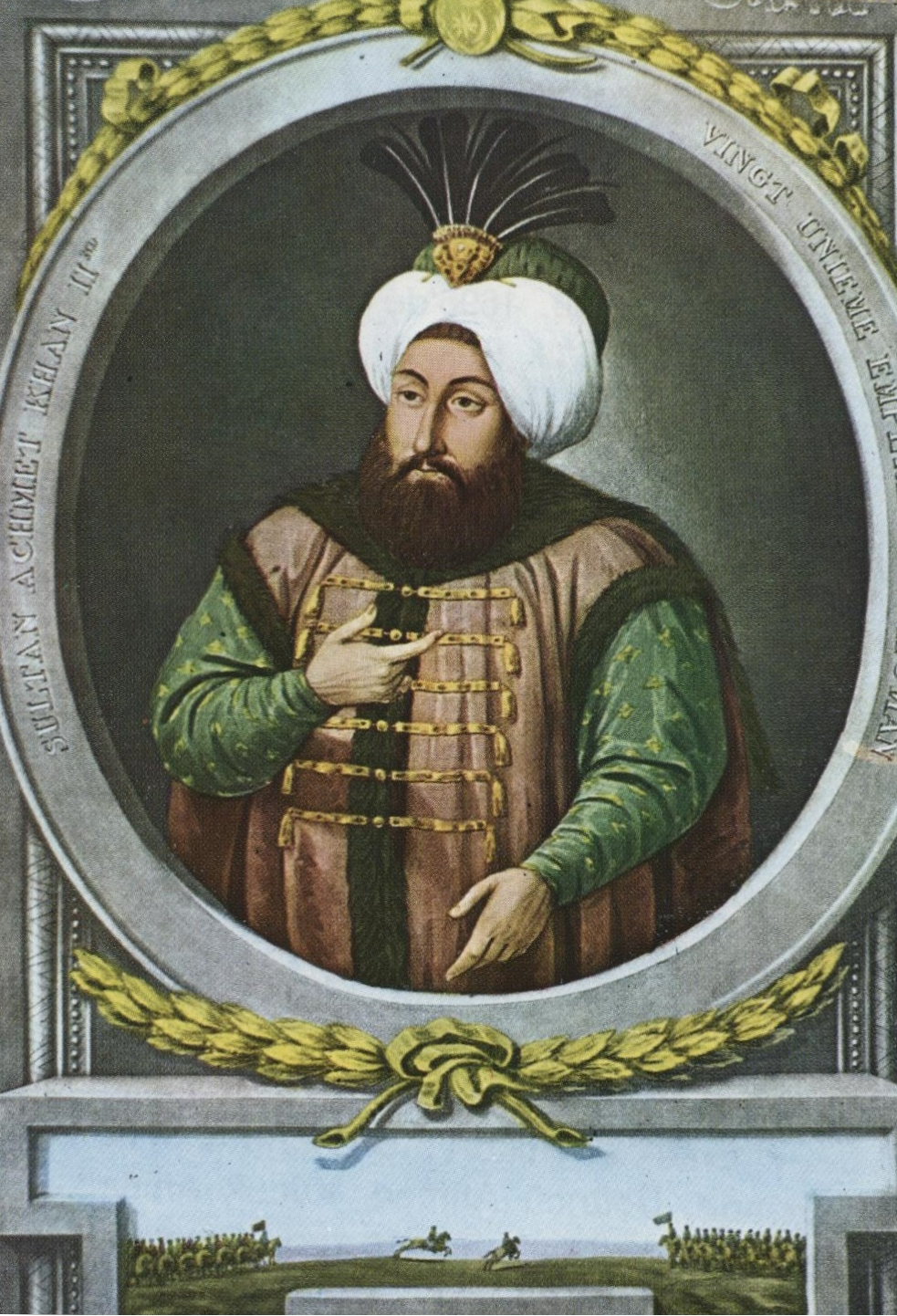
سلطان احمد ثانی
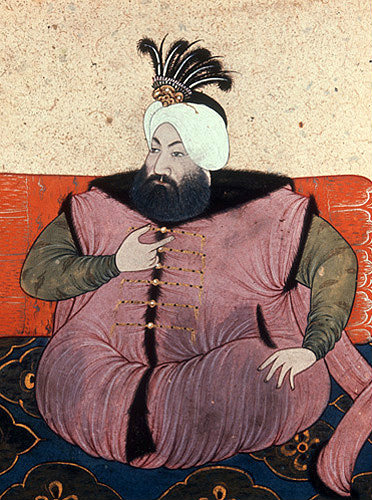
نگاره‌ای از احمد دوم
پرتره‌ای از سلطان احمد خان
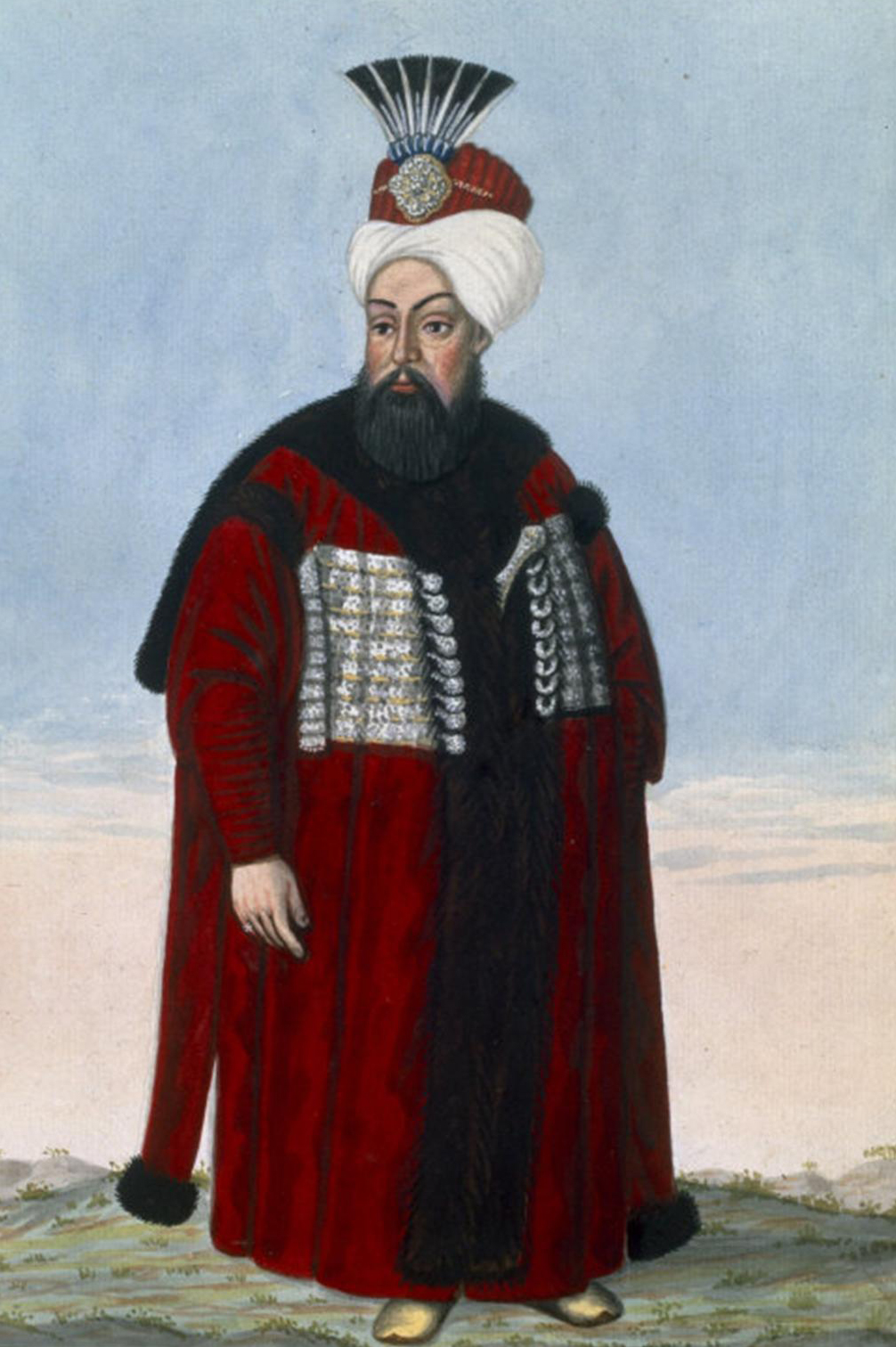
نگاره‌ای از سلطان احمد ثانی